# Susi Brandt
Susanne „Susi“ Brandt (* 9. Oktober 1975 in Magdeburg, Deutsche Demokratische Republik) ist eine deutsche Hörfunk- und Fernsehmoderatorin. Seit März 2004 moderiert sie das Regionalmagazin Sachsen-Anhalt heute des Mitteldeutschen Rundfunks.

## Leben
Brandt, die bereits während ihrer Schulzeit journalistische Erfahrungen im Rahmen von Tätigkeiten für die Volksstimme sammelte, absolvierte nach dem Abitur ab 1994 ein Volontariat bei radio SAW. Nach dem Ende des Volontariats war sie für den Radiosender bis Ende 2003 als Moderatorin, vor allem im Vormittagsprogramm, tätig. Ab 1997 moderierte sie zudem auch bei Hit Radio FFH. 2004 wechselte Brandt zum Mitteldeutschen Rundfunk, im März 2004 moderierte sie erstmals das Regionalmagazin Sachsen-Anhalt heute, zunächst vor allem im Wechsel mit Anja Petzold und Sascha Fröhlich. Für das Deutsche Gesundheitsfernsehen moderierte sie Ende der 2000er-Jahre die Sendung DGF Eltern. Für den Mitteldeutschen Rundfunk berichtet sie regelmäßig im Rahmen von MDR vor Ort von Volksfesten aus Mitteldeutschland. Vertretungsweise moderierte sie 2020 auch das Ländermagazin MDR um 11.
Brandt war mit dem ehemaligen Handballspieler Andreas Rastner liiert. Sie ist Mutter von zwei Kindern (* 2006 und * 2010) und lebt in Magdeburg.